# Sigtunamästaren
Sigtunamästaren är ett anonymnamn på en stenmästare verksam i slutet av 1000-talet.
I Sigtuna fornhem förvaras en kolonnbas som anses komma från S:t Pers kyrka som är försedd med skulpturala framställningar. Basen med en rest av kolonnen har använts som stödben till ett altarbord och skulpturerna på sidorna i grund och platt relief framställer en drake och ett djur. På framsidan framställs ett rundare och mera kraftigt slingornament. De båda främre hörnen pryds av två ansiktsmasker summariskt utförda med ovala glosögon och med en smal mustasch försedda huvuden. Skulpturen har av Wilhelm Holmqvist sammanställts med bland annat tidiga skulpturfragment från Trondheims äldsta domkyrka och ansetts direkt eller indirekt tillkommit genom ett anglo-saxiskt inflytande under slutet av 1000-talet. Holmqvist anser att Sigtunamästarens verkstad även utfört reliefer till kyrkorna i Torpa, Tumbo, Hammarby och Jäder men dessa har dock av Johnny Roosval hänförts till Mustaschmästaren.